# Greatest Video Hits 1
Greatest Video Hits 1 – dwupłytowe wydawnictwo DVD grupy Queen z 2002 roku. Na pierwszej płycie znajduje się 16 teledysków bądź nagrań koncertowych największych hitów grupy z lat 1973-1980. Można tam zobaczyć pierwszy w historii muzyki teledysk promocyjny („Bohemian Rhapsody”), a kulisy jego powstania są zamieszczone na płycie drugiej. Jest tam także fotogaleria niewydanych wcześniej fotografii i cztery nagrania koncertowe, także nigdy wcześniej nie wydane.
Płyty znajdują się w czarnej okładce ze srebrnym logo zespołu. Na wydawnictwie są do wyboru trzy ścieżki audio do każdego utworu - DTS surround, stereo i komentarz muzyków z utworem w tle.
Nagrania w Polsce uzyskały certyfikat platynowej płyty DVD.
DVD 1
1. „Bohemian Rhapsody”
2. „Another One Bites the Dust”
3. „Killer Queen”
4. „Fat Bottomed Girls”
5. „Bicycle Race”
6. „You’re My Best Friend”
7. „Don’t Stop Me Now”
8. „Save Me”
9. „Crazy Little Thing Called Love”
10. „Somebody to Love”
11. „Spread Your Wings”
12. „Play the Game”
13. „Flash”
14. „Tie Your Mother Down”
15. „We Will Rock You”
16. „We Are the Champions”

DVD 2
1. „Now I’m Here”
2. „Good Old-Fashioned Lover Boy”
3. „Keep Yourself Alive”
4. „Liar”
5. „Love of My Life”
6. „We Will Rock You” (Fast Live Version)
7. 4 Bohemian Rhapsody documentaries - dokument, Brian May i Roger Taylor opowiadają o powstawaniu utworu „Bohemian Rhapsody”
8. Picture Gallery - nieopublikowane dotąd zdjęcia
9. Queen online page
10. Bonus hidden video